# 松永真穗
松永真穗（日语：／ Matsunaga Maho，1993年1月23日—）是日本女性声優、偶像。前Style Cube所屬，前StylipS、HAPPY!STYLE Rookies的成員。

## 略歴
2008年
- 12月23日，『HAPPY! STYLE Xmas Special Talk LIVE "Tiny Xmas Fantasy"』首次披露[1]。

2011年
- 3月，高中畢業[2]。
- 4月，進入大学[3]。
- 12月，作為StylipS的成員之一活動開始[4]。

2013年
- 4月13日、發表水面下的天空的新團體的迷你專輯『5色』、擔任了作詞[5]。
- 9月28日、最初的演唱會是白天跟晚上兩場。
- 10月10日、發表了PS3專用遊戲『妖精劍士f』的主題曲「Resonant World」以松永真穗（from StylipS）的名義歌唱[6]

2016年
- 5月23日，發布於同年5月20日退出事務所Style Cube，並從Stylips畢業的消息。同時從聲優界引退，之後將以DJ做為主要的活動[7]。

2018年
- 12月4日，宣布停止一切艺能活动。

2022年
- 6月8日，自曝因躁郁症等心理问题而选择跳楼自杀，未遂，致腿部重伤。[8]

## 特徴
興趣是啦啦隊、指揮棒、料理、卡拉OK。
視力是2.0。對於自己圓圓的臉有看起來像是小朋友的自覺。喜歡磨牙。除了門牙之外其他的都還是乳牙。
對粉絲用「比拉」來稱呼。
曾經說過對於同一間事務所的三澤紗千香「與其說是好朋友不如說是競爭對手」。

## 出演作品

### 電視動畫
- 花圈圈幼稚園（2010年1月 - 3月、東京電視台） - 飾 柚菜
- 惡魔高校D×D（2012年1月 - 3月、AT-X他） - 飾 リィ[13]
- 咲-Saki- 阿知賀編 episode of side-A（2012年4月） - 飾 二条泉[14]
- LoveLive!（2013年1月 - 3月、東京都會電視台） - 飾 統堂英玲奈
- LoveLive!第二季（2014年4月 - 、東京都會電視台） - 飾 統堂英玲奈

### 劇場版動畫
2015年
- LoveLive! 學園偶像電影（統堂英玲奈）

### 遊戲
- 珍スポーツ（Wii、2009年10月29日、世嘉公司）

- 與「珍スポ応援団長」廣告出演。

- 超・ちゃぶ台返し!その2（2010年10月、街機、タイトー）

### 音樂CD

#### 專輯
- 恋のデカリス（Team DEKARIS、2009年12月17日）

### 廣播
- 惡魔高校D×D 駒王学園 裏オカルト研究部（HiBiKi Radio Station：2011年12月12日 - 2012年3月19日）

## 脚注
1. ↑  松永真穂. . アメーバブログ. 2009-12-24  [2011-05-22]. （原始内容存档于2016-03-05）.
2. ↑  松永真穂. . アメーバブログ. 2011-03-11  [2011-05-22]. （原始内容存档于2016-05-12）.
3. ↑  松永真穂. . アメーバブログ. 2011-04-14  [2011-05-22]. （原始内容存档于2016-03-05）.
4. ↑  . 株式会社にゅーあきば. 2011-12-01  [2012-01-31]. （原始内容存档于2012-01-06）.
5. ↑  松永真穂. . 松永真穂オフィシャルブログ「sweetすうぃーちゅ」Powered by Ameba. 2013-04-12  [2013-04-16]. （原始内容存档于2016-03-05）.
6. ↑  . フェアリーフェンサー エフ.   [2013-06-30]. （原始内容存档于2013-07-25）.
7. ↑  . StylipS Official Site. 2016-05-23  [2016-05-23]. （原始内容存档于2016-11-11）.
8. ↑  . note（ノート）.   [2022-06-20] （日语）.[]
9. ↑  松永真穂. . アメーバブログ. 2011-03-21  [2011-05-22]. （原始内容存档于2016-03-04）.
10. ↑  松永真穂. . アメーバブログ. 2010-08-27  [2011-05-22]. （原始内容存档于2016-03-05）.
11. ↑  松永真穂の乙女★ろっくPodcastおまけ放送 2014年2月17日
12. ↑  . こえぽた. 2013-02-08  [2013-09-21]. （原始内容存档于2016-08-30）.
13. ↑  . official site of StylipS.   [2011-11-30]. （原始内容存档于2012-03-29）.
14. ↑  . TVアニメ「咲-Saki-」シリーズ スペシャルサイト.   [2012-02-13]. （原始内容存档于2019-05-21）.
15. ↑  セガ. .   [2011-05-22]. （原始内容存档于2012-07-07）.

## 外部連結
- 松永真穂オフィシャルブログ「sweetすうぃーちゅ」 - Ameba
- 公式プロフィール （页面存档备份，存于）